# Mouhamed Belkheir
Mouhamed Menaour Belkheir (Parigi, 2 gennaio 1999) è un calciatore algerino, attaccante del RAAL La Louvière.

## Carriera

### Club
Il 5 luglio 2023, dopo tre stagioni consecutive trascorse con due diversi club nella seconda divisione portoghese, firma un contratto di due anni con gli olandesi del Fortuna Sittard, esordisce in Eredivisie il 26 agosto, segnando la rete del definitivo 2-2 contro l'Excelsior; termina la stagione con una rete in 15 partite di campionato giocate.

### Nazionale
Ha giocato nella nazionale algerina Under-23.

## Statistiche

### Presenze e reti nei club
Statistiche aggiornate al 23 luglio 2024.
| Stagione              | Squadra               | Campionato            | Campionato | Campionato | Coppe nazionali | Coppe nazionali | Coppe nazionali | Coppe continentali | Coppe continentali | Coppe continentali | Altre coppe | Altre coppe | Altre coppe | Totale | Totale |
| Stagione              | Squadra               | Comp                  | Pres       | Reti       | Comp            | Pres            | Reti            | Comp               | Pres               | Reti               | Comp        | Pres        | Reti        | Pres   | Reti   |
| --------------------- | --------------------- | --------------------- | ---------- | ---------- | --------------- | --------------- | --------------- | ------------------ | ------------------ | ------------------ | ----------- | ----------- | ----------- | ------ | ------ |
| 2018                  | Brescia               | B                     | 0          | 0          |                 | -               | -               |                    | -                  | -                  |             | -           | -           | 0      | 0      |
| 2019-2020             | Sanjoanense           | TD                    | 0          | 0          | CP              | 3               | 1               | -                  | -                  | -                  | -           | -           | -           | 3      | 1      |
| 2020-2021             | Leixões               | SL                    | 17         | 2          | CP              | 0               | 0               |                    | -                  | -                  |             | -           | -           | 17     | 2      |
| 2021-2022             | Vilafranquense        | SL                    | 31         | 6          | CP+CdL          | 3+1             | 1+0             | -                  | -                  | -                  | -           | -           | -           | 35     | 7      |
| 2022-2023             | Vilafranquense        | SL                    | 23         | 3          | CP              | 1               | 1               | -                  | -                  | -                  | -           | -           | -           | 24     | 4      |
| Totale Vilafranquense | Totale Vilafranquense | Totale Vilafranquense | 54         | 9          |                 | 5               | 2               |                    | -                  | -                  |             | -           | -           | 59     | 11     |
| 2023-2024             | Fortuna Sittard       | ED                    | 15         | 1          | CO              | 4               | 0               |                    | -                  | -                  |             | -           | -           | 19     | 1      |
| Totale carriera       | Totale carriera       | Totale carriera       | 86         | 12         |                 | 12              | 3               |                    | -                  | -                  |             | -           | -           | 98     | 15     |

## Palmarès

### Club

#### Competizioni giovanili
- Campionato Primavera: 2

Inter: 2016-2017, 2017-2018
- Supercoppa Primavera: 2

Inter: 2017
Torino: 2018
- Torneo di Viareggio: 1

Inter: 2018